# Andrey Khachaturyan
Andrey Khachaturyan (tiếng Armenia: Անդրեյ Խաչատուրյան; tiếng Belarus: Андрэй Уладзіміравіч Хачатуран; sinh ngày 2 tháng 9 năm 1987) là một tiền vệ bóng đá Belarus gốc Armenia, hiện tại thi đấu cho Torpedo-BelAZ Zhodino.

## Sự nghiệp quốc tế
Anh ra mắt cho đội tuyển quốc gia ngày 15 tháng 8 năm 2012 trước Armenia trong trận giao hữu.